# Памятники Александровского сада (Санкт-Петербург)
Памятники, установленные в Александровском саду Санкт-Петербурга в конце XIX — начале XX веков и конце XX века. В составе исторической застройки центра Санкт-Петербурга памятники сада включены в список Всемирного наследия.

## Схема сада
|                                     | 1 — Медный всадник. |
| 2 — Скульптура «Геракл Фарнезский». |                     |
| 3 — Памятник Н. М. Пржевальскому.   |                     |
| 4 — Памятник Н. В. Гоголю.          |                     |
| 5 — Памятник А. М. Горчакову.       |                     |
| 6 — Памятник М. И. Глинке.          |                     |
| 7 — Памятник М. Ю. Лермонтову.      |                     |
| 8 — Памятник В. А. Жуковскому.      |                     |
| 9 — Скульптура «Флора Фарнезская».  |                     |
| 10 — Дворцовый мост.                |                     |
| 11 — Вознесенский проспект.         |                     |
| 12 — Гороховая улица.               |                     |
| 13 — Невский проспект.              |                     |
| 14 — Дворцовая площадь.             |                     |
| 15 — Исаакиевский собор.            |                     |

## История установки памятников
В 1880 году на заседании Городской думы Санкт-Петербурга было предложено украсить Александровский сад бюстами знаменитых деятелей в области науки и словесности. Был представлен список из 14 лиц: Кирилл и Мефодий, Нестор Летописец, М. В. Ломоносов, Г. Р. Державин, Д. И. Фонвизин, Н. М. Карамзин, И. А. Крылов, В. А. Жуковский, А. С. Пушкин, А. С. Грибоедов, М. Ю. Лермонтов, Н. В. Гоголь, А. В. Кольцов. Список несколько раз менялся и дополнялся.
4 июня 1887 года в саду был установлен бюст В. А. Жуковского (скульптор В. П. Крейтан, архитектор А. С. Лыткин). Открытие бюста произошло к столетию со дня рождения поэта. Место установки памятника выбрано не случайно: Жуковский был близок императорской семье и стал одним из воспитателей Александра II.
20 октября 1892 года был открыт памятник почётному гражданину Санкт-Петербурга, путешественнику и исследователю Н. М. Пржевальскому (скульптор И. Шредер, по рисунку А. А. Бильдерлинга). Бронзовый бюст установлен на постаменте в виде гранитной скалы, у основания которой лежит верблюд.
17 июня 1896 года около фонтана были установлены бюсты Н. В. Гоголя и М. Ю. Лермонтова (авторы обоих — скульптор В. П. Крейтан, архитектор Н. В. Максимов). 31 мая 1899 года был открыт бюст М. И. Глинки (скульптор В. М. Пащенко, архитектор А. С. Лыткин). В 1911 году предполагалось установить бюст В. Г. Белинского в связи со 100-летием со дня рождения писателя. Однако проект не был воплощён.
16 октября 1998 года на пространстве у фонтана был открыт бюст русского дипломата, князя Александра Михайловича Горчакова работы скульптора А. С. Чаркина по модели К. К. Годебского (небольшой бюст, изготовленный в 1870 году). Открытие было приурочено к двухсотлетию со дня рождения дипломата.

## Памятники сада

### В восточной части
- Памятник В. А. Жуковскому (1887, скульптор В. П. Крейтан, архитектор А. С. Лыткин) смотрит на Дворцовую площадь.

| Василій Андреевичъ          |
| ЖУКОВСКИЙ                   |
| 1783—1852 г.                |
| Его стиховъ плѣнительная    |
| сладость                    |
| Пройдетъ вѣковъ завистливую |
| даль,                       |
| И, врнемля имъ, вздохнетъ о |
| славѣ младость,             |
| Утѣшится безмолвная печаль, |
| И рѣзвая задумается радость |
| Пушкинъ                     |

| Бывали дни восторженных      |
| видений;                     |
| Моя душа поэзией цвела;      |
| Ко мне летал с вестями       |
| чудный Гений;                |
| Природа вся мне песнию была. |
| Жуковскій Ундина 1830 г.     |

| Воздвигнутъ в 1887 году   |
| Городским                 |
| общественным управлением  |
|                           |
|                           |
| Поэзия есть богъ в святых |
| мечтах земли              |

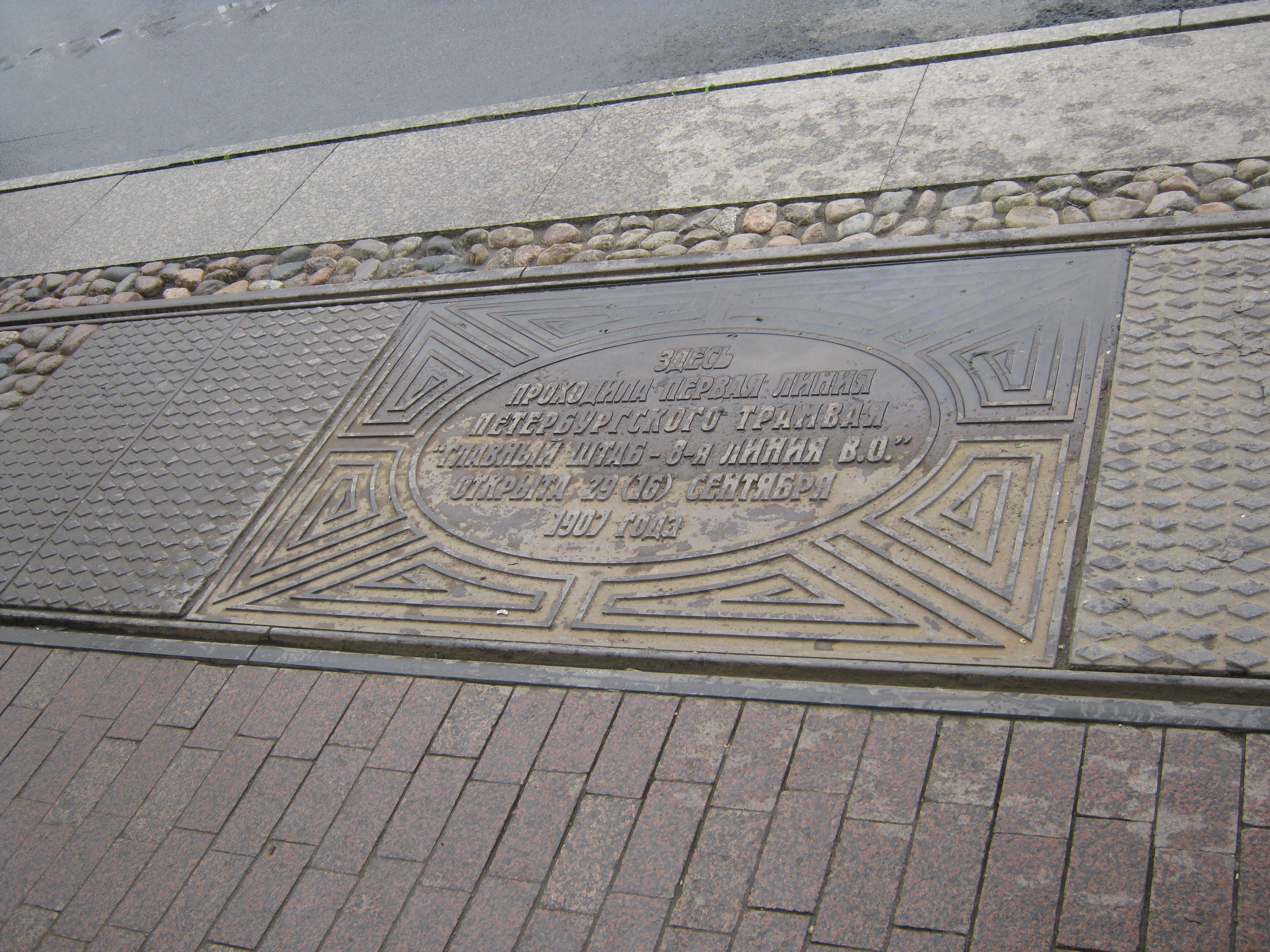
«Здесь проходила первая линия петербургского трамвая…»

- Скульптура «Флора Фарнезская» (1833, архитектор Л. И. Шарлемань, копия конца XVIII века скульптора П. Трискорни с античной скульптуры) в начале Адмиралтейского проезда на углу с Дворцовой площадью.
- Мемориальная плита на месте первой линии санкт-петербургского сухопутного трамвая (2007). Находится на тротуаре вдоль Адмиралтейского проспекта[4]. Надпись на плите: «Здесь проходила первая линия петербургского трамвая „Главный Штаб — 8-я линия В. О.“ открыта 29 (16) октября 1907 года».

### В центре
- Фонтан (1879, архитекторы И. А. Мерц, А. Р. Гешвенд, инженер Н. Л. Бенуа). Дно, барьер и наружный ободок фонтана сделали из сердобольского гранита, из каменоломен с острова Янисаари. Весь бассейн фонтана установлен на каменных подземных галереях, под которыми проложены водопроводные трубы. Высота галереи до семи футов от пола, вымощенного булыжным камнем. С одной стороны устроен входной люк в галереи. Центральная струя фонтана бьёт на высоту до 17 метров, вокруг которой расположено 8 трубок, струи из которых направлены к центральному стержню. Остальные 40 трубок, расположенных параллельно стене резервуара, бьют кругообразно, то есть одна за другой[2]. Фонтан имеет уникальную особенность: высота его струи может изменяться в такт музыке, звучащей в саду. Поэтому фонтан называли «музыкальным» или «танцующим»[5].
- Памятник Лермонтову (1896, скульптор В. П. Крейтан, архитектор А. П. Максимов).

| Михаилу Юрьевичу                        |
| ЛЕРМОНТОВУ                              |
| городъ С.Петербургъ                     |
| 2го октября 1814 г. — 15го июля 1841 г. |
|                                         |
|                                         |

| Свершитъ блистательную тризну  |
| Потомокъ поздний надъ тобой    |
| И с непритворною слезой        |
| Промолвит: «он любил отчизну!» |
| (1841 г.)                      |
|                                |
|                                |
| Сооруженъ въ 1896 году.        |
|                                |

|                              |
|                              |
| Твой стих, как божий дух,    |
| носился над толпой           |
| И отзыв мыслей благородных,  |
| Звучал, как колокол на башне |
| вечевой                      |
| Во дни торжеств и бед        |
| народных.                    |
| (1839 г.)                    |

- Памятник М. И. Глинке (1899, скульптор В. Пащенко)

| Михаил Ивановичъ                      |
| ГЛИНКА                                |
| Род.в Смоленской губ.20го мая 1804 г. |
| сконч.в Берлине 3го февраля 1857 г.   |

| «Музыка — душа моя»       |
| Автобіографія Глинки      |
|                           |
|                           |
| Воздвигнутъ въ 1899 году. |
| С.Петербургским городским |
| общественным управлением  |

| (музыкальная строфа)                 |
| Maestoso con moto                    |
| Баянъ                                |
| Про славу русскі-я земли             |
| Бря-цай-те струны зо-ло-ты-я         |
| (из интродукции «Руслана и Людмилы») |

- Памятник А. М. Горчакову (1998, скульптор А. С. Чаркин по модели К. К. Годебского (небольшой бюст, изготовленный в 1870 году))

| Александр Михайлович             |
| ГОРЧАКОВ                         |
| 15 июля 1798 г.—10 марта 1883 г. |
|                                  |

|  |

|  |
|  |

- Памятник Н. В. Гоголю (1896, скульптор В. П. Крейтан, архитектор А. П. Максимов).

| Николаю Васильевичу                   |
| ГОГОЛЮ                                |
| городъ С.Петербургъ                   |
| 19 марта 1809 г. — 21 февраля 1852 г. |

| Определено мне чудною властью   |
| озирать всю громадно—несущуюся  |
| жизнь, озирать её сквозь видный |
| миру смех и незримыя, неведо-   |
| мыя ему слёзы!                  |
| «Мёртвые души» гл. VII          |
|                                 |

| Сооруженъ въ 1896 году.     |
|                             |
|                             |
| Знаю — моё имя после меня   |
| будет счастливее меня.      |
| Из письма Гоголя Жуковскому |

### В западной части
- Памятник Н. М. Пржевальскому (1892, скульптор И. Шредер, по рисунку А. А. Бильдерлинга). Бронзовый бюст установлен на постаменте в виде гранитной скалы, у основания которой лежит верблюд[1].

| Пржевальскому         |
| первому исследователю |
| природы               |
| Центральной Азии      |

|  |
|  |
|  |
|  |
|  |
|  |
|  |

|  |
|  |
|  |
|  |
|  |
|  |

- Скульптура «Геракл Фарнезский» (1833, архитектор Л. И. Шарлемань, копия конца XVIII века скульптора П. Трискорни с античной скульптуры) на повороте Адмиралтейского проезда.

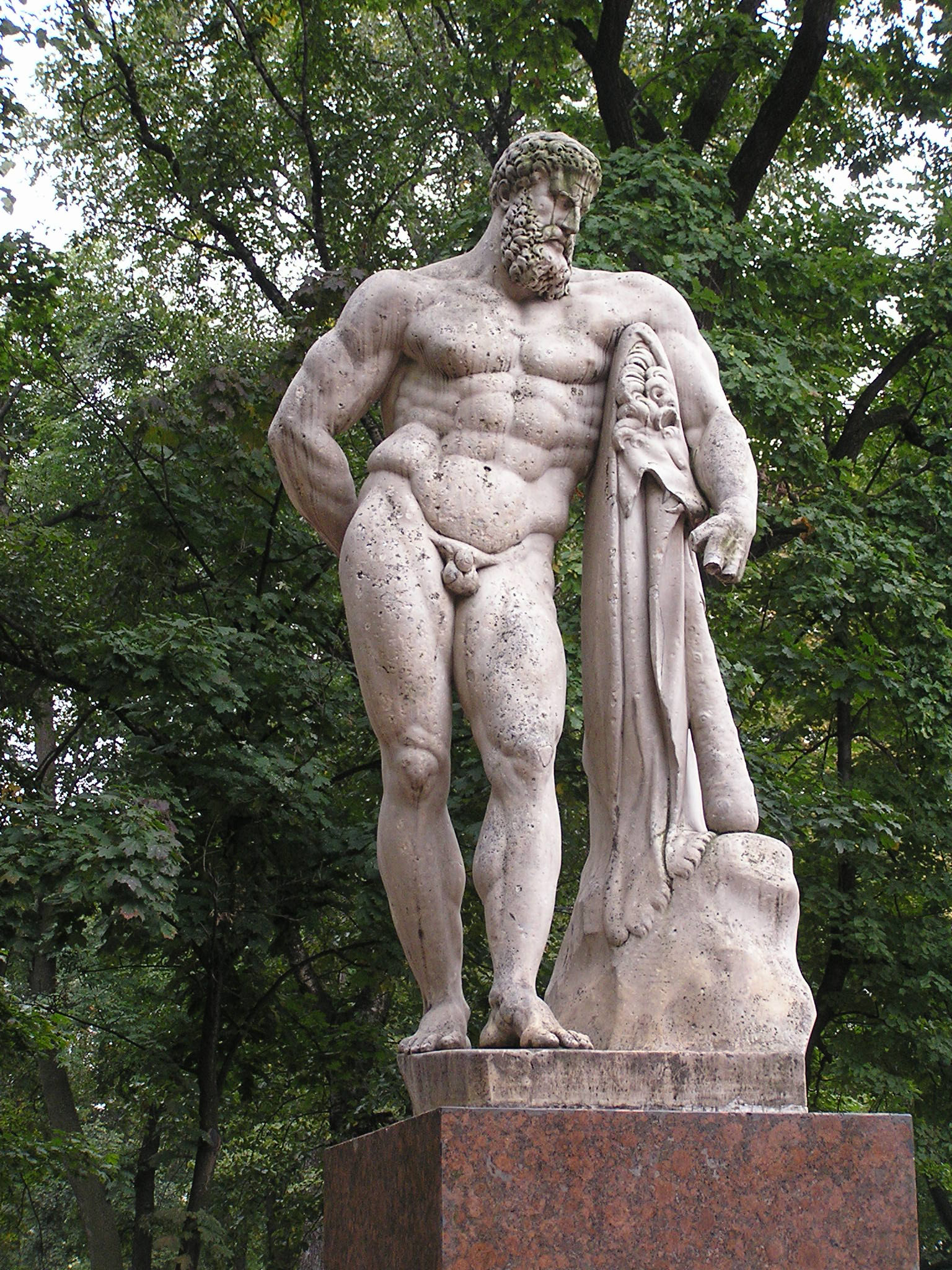
Скульптура «Геракл Фарнезский»
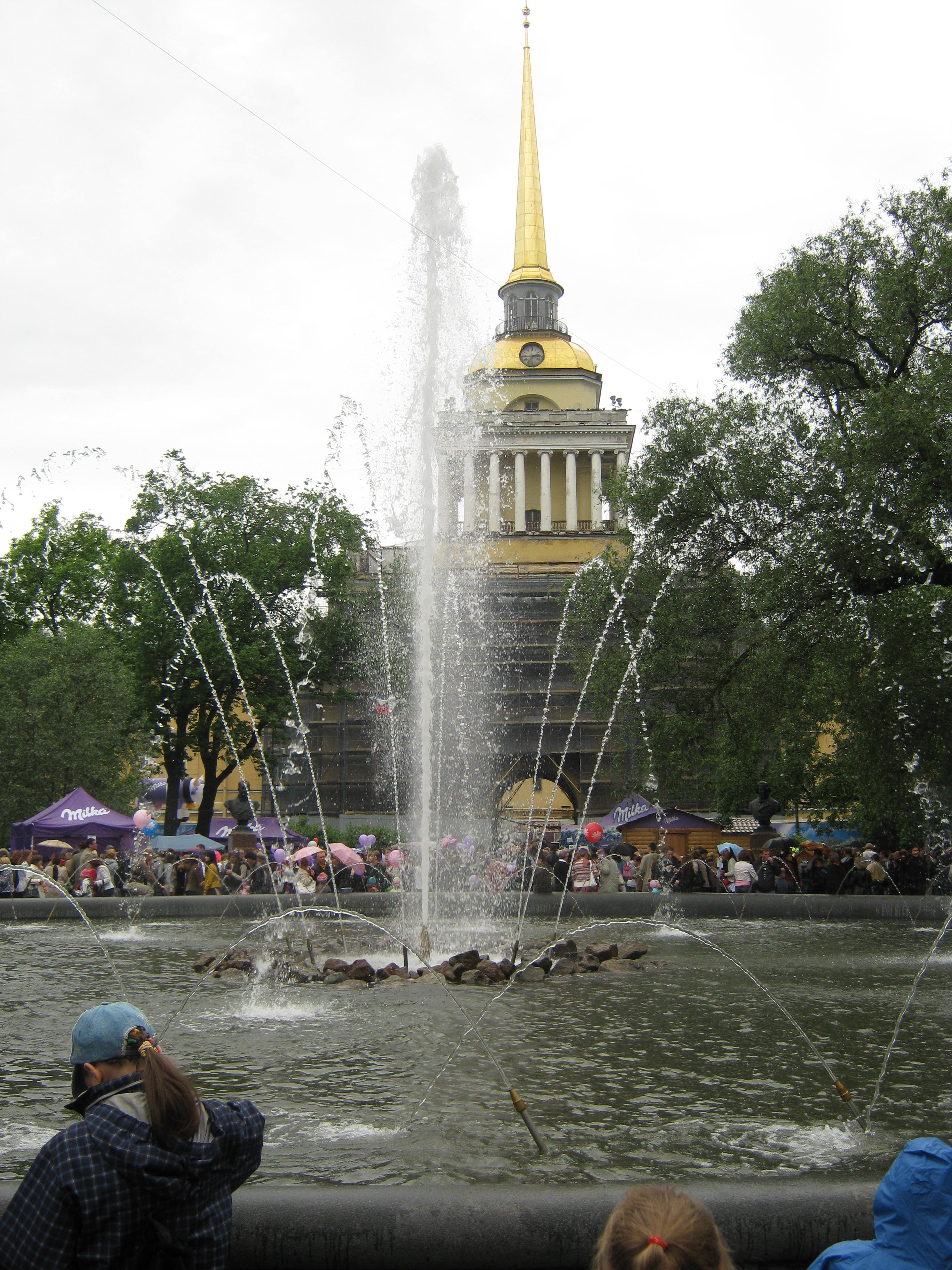
Фонтан
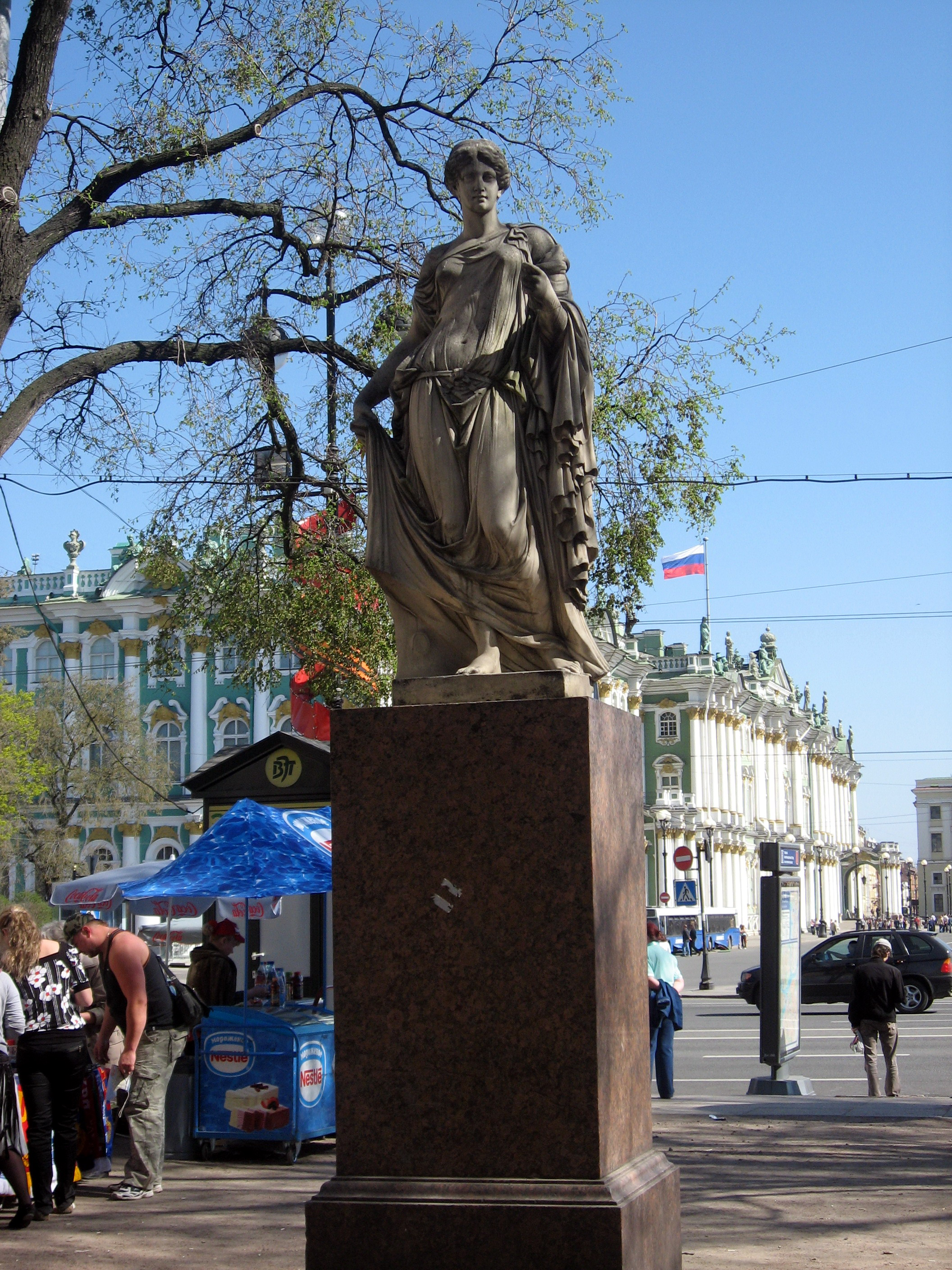
Скульптура «Флора Фарнезская»